# Височина (триъгълник)
Височина в триъгълник се нарича перпендикулярът, спуснат от всеки връх към срещуположната страна на триъгълника. Пресечната точка на височината с тази страна се нарича пета на височината, а страната – основа към височината. Дължината на височината представлява разстоянието между върха на триъгълника и срещулежащата страна.

## Приложение

### Лице
Височината може да се използва, за да бъде изчислено лицето на триъгълника, което е равно на полупроизведението на височината и основата към нея.

### В равностранен триъгълник
В равностранен триъгълник (триъгълник с три равни страни) трите височини към трите върха съвпадат със съответните медиани и ъглополовящи, пресичайки се в обща точка, която съвпада и с центровете на вписаната и описаната окръжност.

### В равнобедрен триъгълник
В равнобедрен триъгълник (триъгълник с две равни страни) петата на височината към основата на триъгълника съвпада със средата на основата. В този случай височината, ъглополовящата и медианата през този връх лежат на една права - симетралата на основата на равнобедрения триъгълник

### В правоъгълен триъгълник
В правоъгълен триъгълник двете отсечки, на които височината разделя хипотенузата (ортогоналните проекции на катетите върху хипотенузата), означени с p и q, са в следната зависимост с височината:
{\displaystyle h^{2}=p\cdot q}

## Ортоцентър
Трите височини на всеки триъгълник се пресичат в една точка, която се нарича ортоцентър. Ортоцентърът лежи вътре в триъгълника, само ако той е остроъгълен (трите му вътрешни ъгли са по-малки от 90°). Когато триъгълникът е тъпоъгълен, ортоцентърът лежи вън от него, а когато е правоъгълен – съвпада с върха, при който е правият ъгъл.
Ортоцентърът, центърът на описана окръжност, медицентърът и центърът на Окръжността на деветте точки лежат на една права - права на Ойлер. Центърът на Окръжността на деветте точки съвпада със средата на отсечката, свързваща ортоцентъра с центъра на описаната окръжност, а разстоянието между медицентъра и центъра на описаната окръжност е половината от това между медицентъра и ортоцентъра.